# Гудинг
Гудинг (на английски: Gooding) е град в окръг Гудинг, щата Айдахо, САЩ. Гудинг е с население от 3384 жители (2000) и обща площ от 3,6 km². Намира се на 1089 m надморска височина. ЗИП кодът му е 83330, а телефонният му код е 208.